# 오색만찬
오색만찬은 대한민국의 외식 프랜차이즈 업체이다.
법인설립연도는 2006년으로 여러 브랜드매장을 오픈했다.
현재 운영중인 프랜차이즈로는 '오봉도시락' 외에 한식프랜차이즈 '서가원김밥’,과 ‘오봉찜닭', ‘소이득’, '밀크밥버거',  '최프로배달삼겹', '오봉떡볶이', '혼밥남녀', '혼밥킹', '고양면옥'  이 있고, PB 브랜드로 '오색만찬푸드랩'이 있다. 그외에 식자재 위주의 판매사업으로 '마켓봉'이라는 사이트를 운영하고 있다.